# Jašek Inzaghi
Jašek Inzaghi je nekdanji rudniški jašek rudnika živega srebra Idrija. Poimenovan je po grofu Francu Janezu Inzaghiju, ki je bil rudniški upravitelj v letih 1764–1791.  
Kompleks jaška obsega poslopje strojnice ter izvozno napravo, ki se je nekoč pnela nad Prešernovo ulico, danes pa se pne nad Vodnikovo ulico. Stoji poleg današnje avtobusne postaje na predelu, imenovanem Lejnštat, a je bila sama izvozna naprava zaradi posedanja Smukovega griča, ki je nad jaškom, dvakrat prestavljena. Jašek so pričeli kopati leta 1764. 25. septembra 1868 je na Vojvodskem polju blizu jaška prišlo do jamskega požara, ki je zajel jamsko podporje. Požar je v treh urah uspešno pogasilo 16 rudarjev. Izvozna naprava je bila postavljena med leti 1890 in 1892, služila pa je izvozu rude ter prevozu osebja in materiala. Strojnica se je v 50. letih 20. stoletja preselila v novo poslopje. Po prenovi izvozne naprave leta 1953 je ta delovala še okrog 25 let. Leta 2005 so ostanke jaška obnovili, poslopje strojnice pa je občina Idrija preuredila v turistično-informacijski center. Leta 2014 je bilo v jašku na novo urejeno jamsko odvodnjavanje na III. obzorju ter jamska podpora na I. obzorju v dolžini 259 m. Nad vstopom v jašek stoji ventilatorska postaja, ki je bila prenovljena leta 2007.
Opremljen je z izvozno napravo iz leta 1891 podjetja Oesterreichisch-Alpine Montangesellschaft (Mariazell) z dvema košema nosilnosti 4 tone. Do leta 1952 je izvozno napravo poganjal 50-konjski parni stroj Danek Breitfeld, ki je bil istega leta premaknjen severneje na nižjo lego. Kasneje je bila naprava elektrificirana. Jašek ima tudi kovičen stolp z jeklenicami, ki je danes ohranjen na svoji prvotni legi. Rudarjenje na območju jaška Inzaghi se je končalo v 70. letih 20. stoletja. Vstop v jašek ni v zgradbi strojnice, ampak stoji na pobočju nad strojnico.
Jašek Inzaghi se razprostira do XI. obzorja (272 m globine). Posebnost rudnih ležišč v jašku Inzaghi je, da se rude iz plasti skonca, ki so vezane na bituminozne langobardske plasti meljevca in peščenjaka, nahajajo vse do globine XI. obzorja, medtem ko se v drugih rudniških jaških rudnika Idrija nahajajo le nad IV. obzorjem (150 m).